# X Piscium
X Piscium är en pulserande variabel av Mira Ceti-typ i Fiskarnas stjärnbild.
Stjärnan varierar mellan magnitud +8,1 och 15,9 med en period av 349,6 dygn.